# Alois Muna
Alois Muna, též Alois Můňa (23. února 1886 Lysice – 2. srpna 1943 Kladno), byl československý politik a meziválečný poslanec Národního shromáždění za Komunistickou stranu Československa.

## Biografie
Povoláním byl krejčí. Již před první světovou válkou se politicky angažoval v Českoslovanské sociálně demokratické straně dělnické. Za války byl na východní frontě zajat a v ruském zajetí byl ovlivněn bolševickou ideologií. Stal se představitelem komunistického hnutí mezi Čechoslováky v Rusku (Českoslovanská komunistická strana v Rusku) a odpůrcem Československých legií. Od roku 1919 pobýval v Československu a pomáhal při organizování levice v sociální demokracii, která se pak osamostatnila jako Komunistická strana Československa. V letech 1922–1924 byl předsedou výkonného výboru KSČ.
Byl delegátem čtvrtého sjezdu Komunistické internacionály v listopadu 1922, zde byl zvolen kandidátem Výkonného výboru.
V parlamentních volbách v roce 1925 získal mandát v Národním shromáždění za KSČ. V roce 1929 byl v souvislosti s nástupem skupiny mladých, radikálních komunistů (takzvaní Karlínští kluci), kteří do vedení KSČ doprovázeli Klementa Gottwalda, odstaven od moci. V červnu 1929 vystoupil z KSČ (respektive byl z ní vyloučen) a v parlamentu se stal členem nového poslaneckého klubu nazvaného Komunistická strana Československa (leninovci). V roce 1930 se pak vrátil do sociální demokracie.
Podle údajů k roku 1926 byl profesí redaktorem na Kladně.